# Gruppo di NGC 976
Il Gruppo di NGC 976 è un gruppo di galassie situato nella costellazione dell'Ariete alla distanza di 190 milioni di anni luce dalla Terra.
Prende il nome da una delle sue galassie più luminose. È costituito da almeno 12 membri.

## Galassie componenti il gruppo di NGC 976
| Nome           | Tipo     | R.A.        | DEC        | Distanza (M. di a.l.) | Redshift (z) | Nomi alternativi         | Immagine |
| -------------- | -------- | ----------- | ---------- | --------------------- | ------------ | ------------------------ | -------- |
| NGC 976        | SA(rs)c  | 02h34m00.0s | +20°58'36" | 195                   | 0,014330     | UGC 2042, PGC 9776       |          |
| NGC 924        | S0       | 02h26m46.8s | +20°29'51" | 187                   | 0,014880     | UGC 1912, PGC 9302       |          |
| NGC 932        | SAa      | 02h27m54.7s | +20°19'57" | 170                   | 0,013606     | UGC 1931, PGC 9379       |          |
| NGC 935        | Scd      | 02h28m11.1s | +19°35'57" | 174                   | 0,013916     | UGC 1937, PGC 9388       |          |
| NGC 938        | E        | 02h28m33.5s | +20°17'01" | 172                   | 0,013736     | UGC 1947, PGC 9423       |          |
| NGC 992        | S        | 02h37m25.5s | +21°06'03" | 171                   | 0,013783     | UGC 2103, PGC 9938       |          |
| UGC 1965       | S?       | 02h29m26.2s | +20°13'02" | 173                   | 0,01387      | PGC 9475, MCG +03-07-018 |          |
| UGC 2032       | Scd      | 02h33m24.4s | +20°34'44" | 181                   | 0,014453     | PGC 9738                 |          |
| UGC 2064       | SAB(s)bc | 02h35m10.1s | +20°51'05" | 178                   | 0,014227     | PGC 9828, MCG +03-07-028 |          |
| IC 1797        | SB       | 02h25m27.9s | +20°23'43" | 171                   | 0,013729     | UGC 1880, PGC 9205       |          |
| IC 1801        | SBb:     | 02h28m12.7s | +19°35'00" | 167                   | 0,013386     | UGC 1936, PGC 9392       |          |
| MCG +04-07-008 |          | 02h32m56.4s | +21°53'36" | 178                   | 0,014237     | PGC 9712                 |          |